# Anders Olofsson
Anders Olofsson (ur. 31 marca 1952 roku w Argelholm, zm. 22 stycznia 2008 roku w Halmstad) – szwedzki kierowca wyścigowy.

## Kariera
Olofsson rozpoczął międzynarodową karierę w wyścigach samochodowych w 1974 roku od startów w SVT Mästermöte, gdzie zdobył mistrzowski tytuł oraz w Szwedzkiej Formule Ford 1600, gdzie był drugi. W późniejszych latach pojawiał się także w stawce Włoskiej Formuły 3, Brytyjskiej Formuły 3 BARC, Europejskiej Formuły 3, Szwedzkiej Formuły 3, Puss&Kram Super Star Cup, Brytyjskiej Formuły 3 BRDC Vandervell, Super Star Cup Sweden, Special Racing Sweden, Europejskiej Formuły 2, European Touring Car Championship, FIA World Endurance Championship, World Touring Car Championship, World Sports-Prototype Championship, All Japan Sports Prototype Car Endurance Championship, Japanese Touring Car Championship, Tooheys 1000, Sandown 500, Asia-Pacific Touring Car Championship, Porsche 944 Turbo Cup France, 24-godzinnego wyścigu Le Mans, All-Japan Touring Car Championship, All Japan Sports Prototype Car Endurance Championship, Japanese Touring Car Championship, Global GT Championship, Super GT Japan, FIA GT Championship, Belgian Procar oraz Grand American Sports Car Series.
W Europejskiej Formule 2 Szwed startował w latach 1979, 1981. Jednak w żadnym z trzech wyścigów, w których wystartował, nie zdołał zdobyć punktów.